# Балабух, Юзеф Иванович
Юзеф Иванович Балабух (1921—1974) — старший сержант Рабоче-крестьянской Красной Армии, участник Великой Отечественной войны, Герой Советского Союза (1945).

## Биография
Юзеф Балабух родился в 1921 году в селе Кетросы (ныне —Должок Ямпольского района Винницкой области). Украинец. После получения неполного среднего образования работал в колхозе «Передовик». В июле 1941 года Винницкая область была оккупирована немецкими войсками. До марта 1944 г. проживал на оккупированной территории. 27 марта 1944 года, когда Ямпольский район был освобождён советскими войсками, Балабух был призван на службу в Рабоче-крестьянскую Красную Армию Ямпольским районным военным комиссариатом. С 1 апреля 1944 года — на фронтах Великой Отечественной войны. Участвовал в боях на 1-м и 2-м Украинском фронтах, Ясско-Кишинёвской, Сандомирско-Силезской, Нижне-Силезской операциях, форсировании Одера, Берлинской операции. В ходе последней особо отличился. К тому времени старший сержант Юзеф Балабух был помощником командира взвода 399-го стрелкового полка 111-й стрелковой дивизии 52-й армии 1-го Украинского фронта.
16 апреля 1945 года дивизия, в составе которой принимал участие в Берлинской операции Балабух, нанесла вспомогательный удар в направлении на Дрезден и вела бои в районе Гёрлиц — Шпремберг. Вечером 16 апреля к юго-западу от деревни Ной-Крауше немецкие войска ввели в бой крупные танковые соединения с десантами, которые атаковали позиции 399-го стрелкового полка. Когда командир взвода выбыл из строя, Балабух заменил его. В бою при помощи противотанковой гранаты и бутылки с зажигательной смесью уничтожил танк, а также огнём из автомата уничтожил 17 отступающих солдат и офицеров противника. В ходе отражения второй контратаки огнём из пулемёта и при помощи гранат уничтожил 35 немецких солдат и офицеров. Во время отражения третьей по счёту контратаки Балабух выдвинувшись вперёд боевых порядков взвода, двумя меткими выстрелами из противотанкового ружья поджёг бронетранспортёр. В бою получил шесть осколочных ранений с переломом левой руки, после чего стал отползать к своим товарищам. Когда Балабух был атакован группой немецких автоматчиков, пытавшихся захватить его в плен, он лично уничтожил 6 солдат противника. В конце боя Балабух потерял сознание и был отправлен в госпиталь.
Указом Президиума Верховного Совета СССР от 27 июня 1945 года за «отвагу и героизм, проявленные в Берлинской операции» старший сержант Юзеф Балабух был удостоен высокого звания Героя Советского Союза с вручением ордена Ленина и медали «Золотая Звезда» за номером 8678. Был также награждён орденом Славы 3-й степени и рядом медалей.
В 1945 году был демобилизован. Проживал в родном селе, работал в колхозе кладовщиком зерносклада. Жена — Галина Францевна. Дети — Казимир, Бронислав, Людмила. Умер 16 мая 1974 года, похоронен в родном селе. На могиле Героя установлен памятник.